# Fluidra
Fluidra S.A. (FDR: SM) és una empresa catalana d'equipament i de solucions connectades per a piscines i wellness. Actualment forma part de l'IBEX 35, l’índex de referència de la borsa espanyola, i de l'índex de sostenibilitat FTSE4GOOD. Utilitza l'estàndard CDP (Carbon Disclosure Project) per informar del seu impacte ambiental.

## Història
Fluidra fou fundada l’any 1969 a Barcelona per les quatre famílies Planes, Serra, Corbera i Garrigós amb la creació de la primera companyia Astral Construcciones Metálicas. Al llarg dels anys, Fluidra ha esdevingut una empresa internacional amb uns 7.000 empleats que treballen als centres de producció i a les delegacions comercials ubicats a més de 45 països a Europa, Amèrica del Nord, Austràlia, Àsia i Àfrica.
El president executiu de Fluidra és Eloi Planes i el CEO és Bruce Brooks.
La missió de la companyia, amb seu central a Sant Cugat del Vallès, és crear l’experiència ideal de piscina i wellness de manera responsable.
La companyia va començar a cotitzar a borsa el 2007.
El novembre del 2017, Fluidra va anunciar la fusió amb l'empresa Zodiac, que completaria el juliol del 2018.
Al tancament del 2021, la facturació de Fluidra va ser de 2.187 milions d'euros i va registrar un EBITDA de 549 milions d'euros.
El març del 2021 Fluidra es va estrenar a l'IBEX 35.
Actualment la companyia compta amb marques molt reconegudes del sector, com ara Jandy®, AstralPool®, Polaris®, Cepex®, Zodiac®, CTX Professional® i Gre®.

## Línies de negoci de Fluidra
Fluidra treballa en el sector de les piscines i del wellness, fabricant i comercialitzant equipament de filtració, de bombament, de desinfecció i de tractament de l'aigua, d'il·luminació, de climatització, de revestiment, així com elements de decoració, juntament amb aplicacions (APP) que possibiliten el control remot de la instal·lació.